# Toffe Tiko
Toffe Tiko is het zevenennegentigste stripverhaal uit de reeks van Suske en Wiske. Het is een kort verhaal dat werd geschreven voor het Winterboek van 1974, waarin het voor het eerst verscheen samen met Het spookpaard, een eveneens kort Jerom-verhaal.

## Locaties
- De bergen, het Tijdrijk met het Tijdkasteel van Vader Tijd.

## Personages
- Suske, Wiske met Schanulleke, tante Sidonia, Lambik, Jerom, mevrouw Dobrefsko en Nina, Tiko, Vadertje Tijd, de Tijdstipjes, de Tijdrovers.

## Het verhaal
Suske, Wiske en tante Sidonia rijden naar een berghut in de bergen om daar de jaarwisseling door te brengen. Ze zien een ongeluk gebeuren en helpen mevrouw Dobrefsko, de vrouw van de ambassadeur van Dorbanië, en haar dochtertje Nina. De vrouw wordt naar het ziekenhuis gebracht en de vrienden zorgen voor Nina, die hen vertelt dat ze een onzichtbaar vriendje met de naam Tiko heeft. Tante Sidonia hoort in het ziekenhuis van mevrouw Dobrefsko dat ze werd bedreigd door rebellen en daarom met Nina moest vluchten, maar spionnen bedreigen hen nog steeds. De telefoonlijn bij de berghut wordt doorgeknipt en dan zien Suske en Wiske voetsporen in de sneeuw verschijnen. Als Suske het spoor volgt, willen mannen Nina ontvoeren. Suske en Wiske weten met een curlingsteen en een ijshockeystick de boeven af te schudden. ’s Nachts komt Nina bij Suske en Wiske en vertelt dat Tiko de spionnen opnieuw heeft gezien, waarna het licht uitvalt.
Tante Sidonia botst op weg terug naar de berghut op de auto van Lambik en Jerom en ze vertelt haar vrienden het hele verhaal. Als Suske en Wiske met Nina naar de zolder vluchten omdat de spionnen via de kelder zijn binnengekomen, laat Tiko zich zien aan de kinderen. Hij neemt de kinderen mee naar het Tijdrijk, een plaats voor verbeelding en fantasie. Jerom brengt op ski’s de beide auto’s naar de berghut en hij verslaat de spionnen. De kinderen komen aan op een eiland in de wolken waar bomen de vorm hebben van pendules, de rotsen zijn bimbams, de bloemen zijn wekkers en er staan overal zonnewijzers. Tiko wil Schanulleke als beloning voor de rondleiding, maar Wiske weigert dit. Tiko wordt boos en pakt het popje van Wiske af; als Wiske hem achtervolgt, botst ze op Vader Tijd en raakt Tiko kwijt. Dan komen de Tijdstipjes die vertellen dat ze voor middernacht in het tijdkasteel van Vader Tijd moeten zijn.
Tiko krijgt spijt van de diefstal van Schanulleke en wil het popje terugbrengen, maar ziet dan Vader Tijd en de Tijdrovers. Vader Tijd vertelt dat hij om middernacht de zandloper in zijn kasteel moet omdraaien en wil Schanulleke naar Wiske terugbrengen, terwijl Tiko de Tijdstipjes gaat waarschuwen voor de Tijdrovers. Tiko wordt getroffen door een pijl en verdwijnt. Suske en Wiske proberen voor de Tijdrovers op het kasteel aan te komen. Suske en Wiske vinden champagne, vuurwerk, toeters en bellen om het nieuwe jaar te vieren en Suske heeft nu een plan. Ze gooien alle dingen op de aanvallende Tijdrovers en hierdoor kan Vader Tijd de zandloper omdraaien om middernacht. Het is Nieuwjaar en de Tijdrovers vluchten weg.
De kinderen keren terug naar huis. Nina lijkt Tiko niet te missen, maar tante Sidonia, Lambik en Jerom geloven hun verhaal over het Tijdrijk niet. Tante Sidonia vertelt Lambik en Jerom dat Nina zich inbeeldde dat Tiko bestond, omdat ze na de vlucht uit Dorbanië behoefte had aan extra steun. Mevrouw Dobrefsko haalt Nina op als ze is hersteld. Als Lambik in de bergen rondloopt ontmoet hij onverwacht Tiko, die toch blijkt te bestaan.

## Uitgaven

### Achtergronden bij de uitgaven
- Het verhaal verscheen in 1982 in de vierkleurenreeks als dubbelalbum samen met De vergeten vallei.